# Stumpffia be
Stumpffia be – naziemny gatunek płaza bezogonowego z rodziny wąskopyskowatych (Microhylidae), występujący endemicznie na skałach i w ściółce na krasowym terenie liczącego 182 km² Ankarana Special Reserve, po wschodniej stronie masywu Ankarana w prowincji Antsiranana na północnym Madagaskarze. Odkryty w 2008 r. i opisany dwa lata później, zagrożony wyginięciem z powodu wylesiania na cele opałowe i przetwórcze, pod wypas zwierząt i ze względu na wydobycie szafirów.